# Brotas de Macaúbas
Brotas es un municipio brasileño del estado de Bahía, en la microrregión de la Chapada Diamantina, a 590 km de la capital. La población estimada en 2004 era de 26 845 habitantes

## Economía
La economía de Brotas, en otra época próspera por la extracción de diamante y oro, así como por la creación de ganado, pasó por varias crisis. Merece importancia la agricultura en la década de 1950, con una cosecha récord de tabaco en la localidad de Laguna de Dentro. La agricultura y la ganadería hoy son explotadas en la región apenas para la subsistencia así como la extracción de cristales de cuarzo, actividad muy difundida en las décadas de 1970 y 1980.

## Datos geográficos
- Latitud: 12º00'02" S
- Longitud: 42º37'44" W
- Altitud: 900 m (media)
- Cuenca hidrográfica: São Francisco
- Región: Chapada Diamantina
- Ríos principales: arroyo de las Tejas/Brotas, río Pau Louro

Población del Brotas de Macaúbas 2010 28.015:
Urban:19.077
Rural:7.698
Mujeres:14.547
Hombres:14.247

## Clima
- Tipo climático: semiárido y seco a subhúmedo
- Temperatura media anual
  - min.: 16, 1 °C
  - media: 20,6 °C
  - máx.: 25,4 °C
- Período lluvioso: noviembre a marzo
- precipitación anual:
  - min.: 309 mm
  - media: 723 mm
  - máx.: 1593